# Metod Pirih
Metod Pirih, slovenski teolog, pedagog in škof, * 9. maj 1936, Lokovec, † 23. marec 2021, Vipava.

## Življenjepis
Osnovno šolo je končal v Lokovcu, gimnazijo v Pazinu, nato pa je leta 1956 pričel s študijem teologije na Teološki fakulteti v Ljubljani.
29. junija 1963 je prejel duhovniško posvečenje in postal kaplan v Solkanu. Leta 1974 je pričel s podiplomskim študijem na rimskem Theresianu, kjer je leta 1976 magistriral z delom Duhovnikovi sodelavci v Cerkvi na Slovenskem.  Ko je leta 1964 Janez Jenko postal apostolski administrator za Slovensko Primorje (od leta 1977 je bil koprski škof), je Pirih postal njegov tajnik za naslednjih deset let. Po končanem študiju v Rimu je opravljal dolžnost spirituala v ljubljanskem bogoslovnem semenišču. Leta 1984 ga je škof Jenko imenoval za generalnega vikarja koprske škofije.
25. marca 1985 je postal škof pomočnik (koadjutor) koprskega škofa Jenka s pravico nasledstva. Posvečen je bil 27. maja istega leta v koprski stolnici. Škofijo je prevzel 16. aprila 1987, ko se je škof Jenko upokojil. 23. junija 2012 je Piriha nasledil Jurij Bizjak.
Umrl je 23. marca 2021 v Vipavi, pokopan pa je bil dva dni kasneje, v grobnici na Sveti Gori. Pogrebno mašo je v Logu pri Vipavi daroval škof Jurij Bizjak. Ob smrti so se mu poklonili tudi v Svetu slovenskih organizacij, kjer so zapisali: »Hvaležni smo mu za vse trenutke, ko je bil med nami, na raznih romanjih ali drugih verskih in posvetnih svečanostih«.
Napisal je več knjig in člankov s teološko vsebino. Vodil je tudi več duhovnih obnov, predvsem za župnike, pa tudi za druge ljudi.